# Jan Schebek

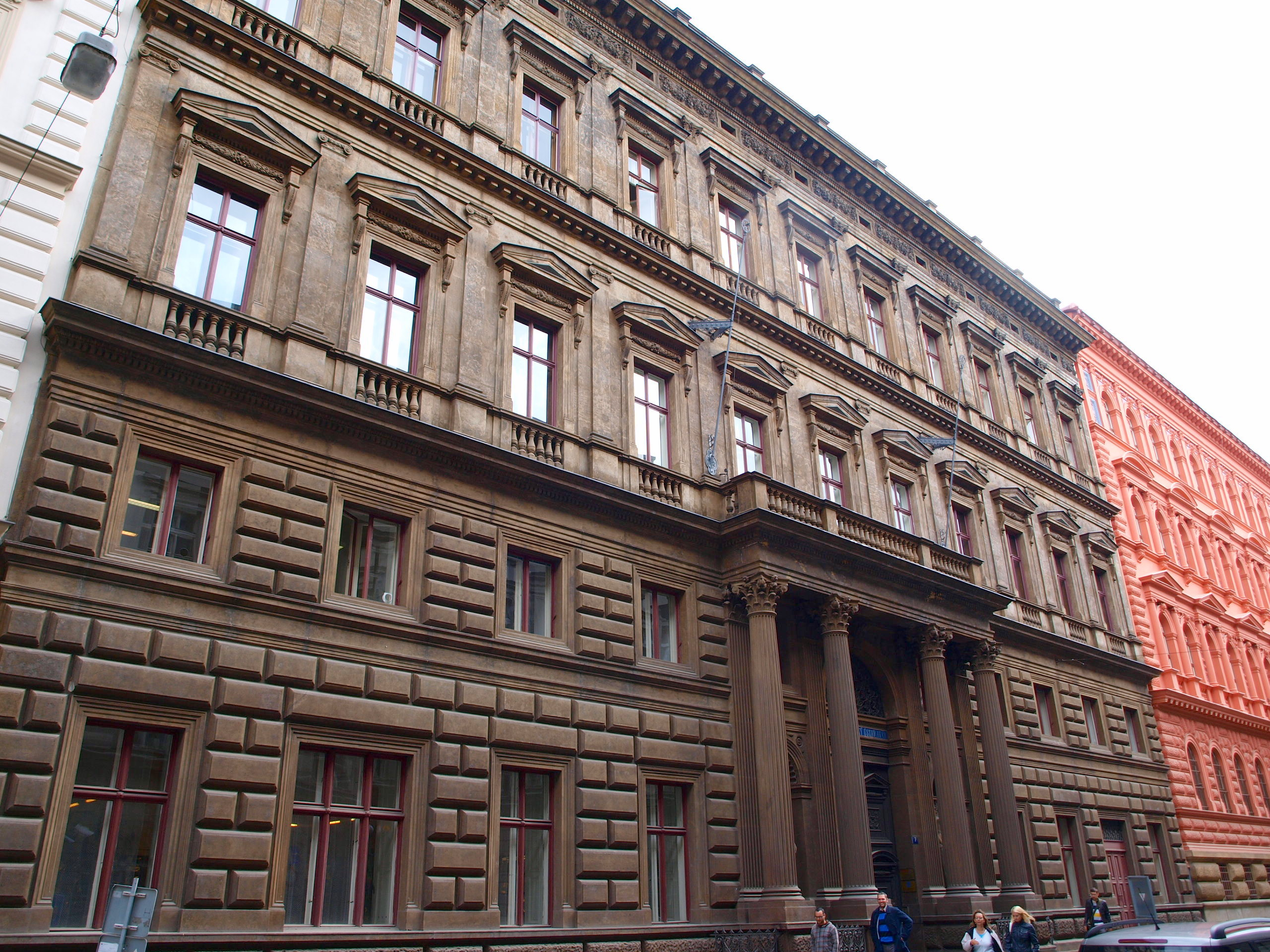
Schebkův palác, někdejší podnikatelské sídlo, nyní Ekonomický ústav Akademie věd ČR

Jan Schebek, také uváděn jako Johann nebo Johannes Schebek, (25. ledna 1815 Šťáhlavy – 18. března 1889 Praha) byl český železniční stavitel a podnikatel, podílník soukromé stavební společnosti Lanna a Schebek spolu s Vojtěchem Lannou mladším, která se specializovala především na výstavbu železničních tratí.

## Život

### Mládí
Pocházel ze selské rodiny ze Šťáhlav. Absolvoval na reálném gymnáziu v Plzni, poté vystudoval Polytechnický ústav a získal inženýrský titul. V Mnichově Hradišti na Valdštejnském panství začínal jako písař a vypracoval se na správce hospodářství tohoto panství. Poté se věnoval hospodářství a cukrovarnictví. Stal se ředitelem cukrovaru v Zájezdě, kvůli zdravotním potížím však místo opustil. Vrátil se do Prahy, kde nastoupil ke stavební firmě bratří Kleinů, zaměřené mimo jiné na železniční stavby; nabídku od nich dostal díky spolupráci při dodávkách dřeva z dob, kdy Schebek pracoval u Valdštejnů v Mnichově Hradišti. Podílel se na stavbách úseků tratí společnosti Severní státní dráha (NStB) spojující Olomouc a Prahu (úsek Praha-Pardubice), a také Prahu a Drážďany. Pracoval též na projektu společnosti Jihoseveroněmecká spojovací dráha (SNDVB), která stavěla trať z Pardubic a Jaroměře přes Turnov do Liberce zprovozněnou v letech 1858–1859 (pracoval mj. na projektování tunelů).
Zde se seznámil s českobudejovickým stavitelem a podnikatelem Vojtěchem Lannou mladším, členem věhlasného podnikatelského rodu, se kterým pak Schebka pojilo dlouholeté přátelství. Ještě během stavby trati České západní dráhy (BWB) spojující Bavorsko, Plzeň a nádraží na Smíchově (Praha-Západní nádraží) od Kleinů odešel a roku 1864 se stal společníkem a spoluvlastníkem firmy Lanna a Schebek.

### Podnikatelská činnost

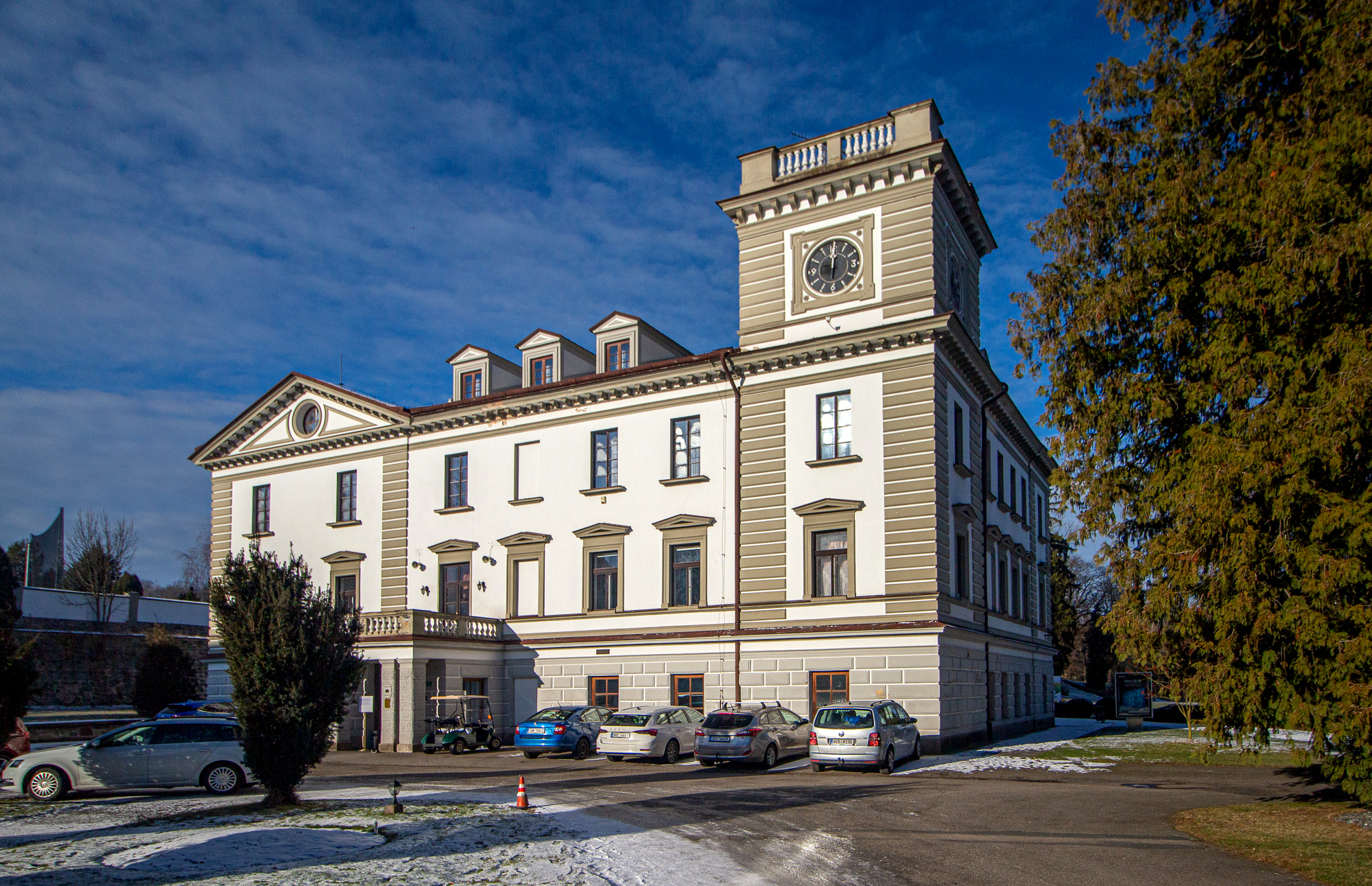
Tvoršovický zámek

Firma Lanna a Schebek se za dobu své činnosti podílela na celé řadě zásadních železničních a silničních staveb v rámci Rakouska-Uherska, především na tehdejším území Koruny české. V 60. a 70. letech stavěla tratě společností Turnovsko-kralupsko-pražská dráha (TKPE) ze směru z Kralupy nad Vltavou do Turnova, Česká severní dráha (BNB) v okolí České Lípy a Děčína, Dráha císaře Františka Josefa (KFJB) na trase z Vídně přes České Velenice do Prahy, Plzeňsko-březenská dráha (EPPK) propojující Železnou Rudu, Klatovy, Plzeň a stanici Březno u Chomutova či Ústecko-teplická dráha (ATE) v okolí Teplic a Litoměřic. Většina těchto tratí vznikala zejména z důvodu potřeby dopravy uhlí. Společnost pracovala také na drážních stavbách v Uhersku. Stejně tak se podílela na realizaci velkých vodních staveb.
Zejména díky železničním zakázkám nabyl Jan Schebek velkého majetku, který z něj činil jednoho z nejbohatších podnikatelů v Čechách. Postupně skoupil a zveleboval statky v Posázaví: Bělice, Hodkov, Ostrov, Tvoršovice, Zruč nad Sázavou či Zbraslavice. Patřilo mu též několik nemovitostí v Praze, včetně reprezentativního Schebkova paláce podle návrhu Vojtěcha Ullmanna nedaleko Václavského náměstí, v pozdější ulici Politických vězňů, (čp. 7).

### Pozdní léta

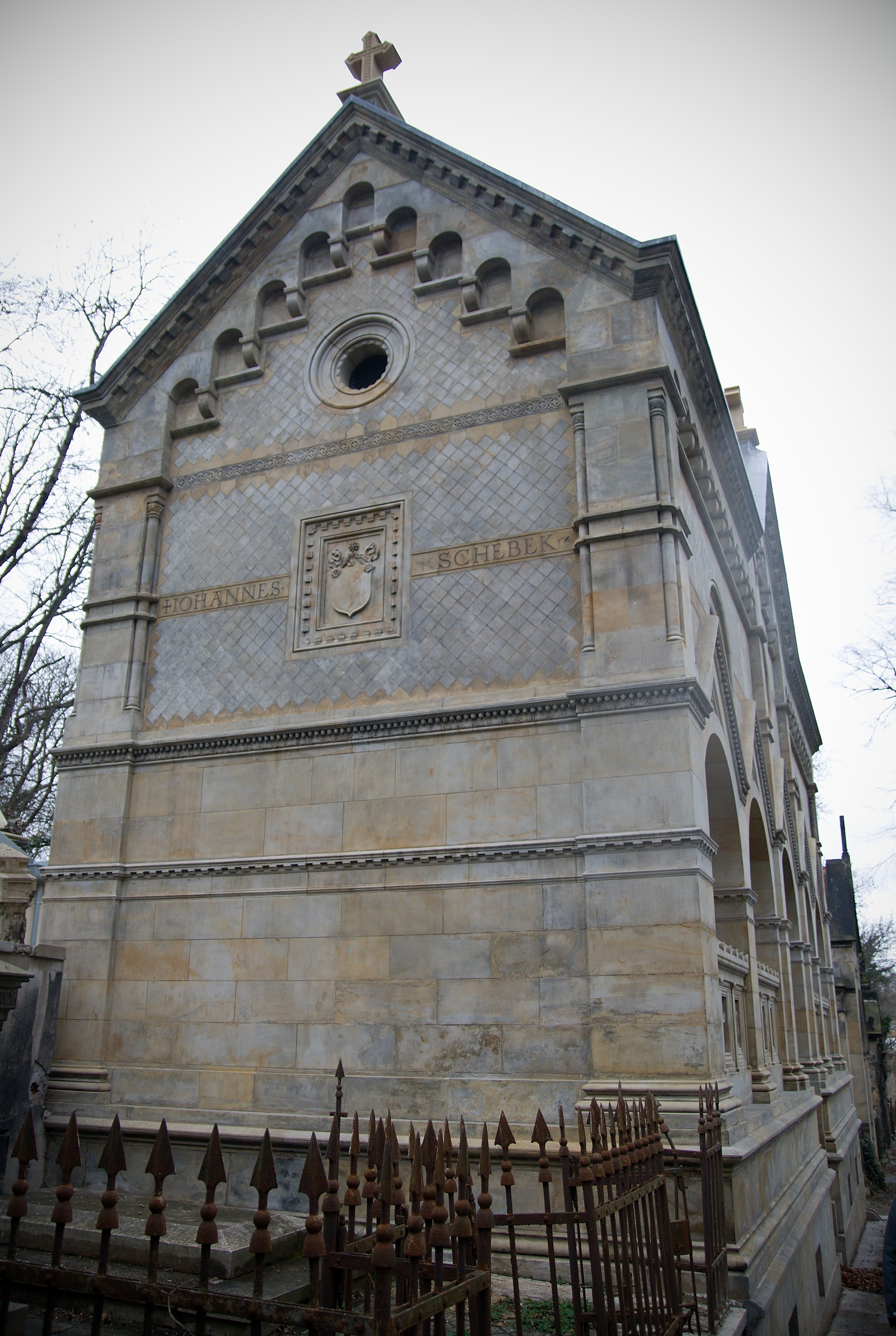
Hrobka rodiny Lannovy a Schebkovy na Olšanských hřbitovech, kterou navrhl Antonín Barvitius

Zejména za národohospodářský význam staveb drah mu byl propůjčen titul barona. Po odchodu do penze žil s rodinou na zámku v Tvoršovicích, který nechal počátkem 80. let přestavět na rodinné sídlo.

### Úmrtí
Jan Schebek zemřel 18. března 1889 v Praze. Pohřben byl v rodinném kaplovém mauzoleu na pražských Olšanských hřbitovech, které nechal vystavět syn jeho obchodního partnera Vojtěch. Hrobku zde Schebkové sdílí s rodinou Lannů. Novobyzantskou stavbu navrhl architekt Antonín Barvitius, na její výzdobě se podílel mj. též sochař Josef Václav Myslbek. Jedná se o největší hrobku v areálu Olšanských hřbitovů.

### Rodina
Jan Schebek byl ženatý s Marií Kettnerovou, měli 4 děti. Jejich syn Adolf Schebek (1855–1911), který se stal stavebním železničním inženýrem, rodinný podnik převzal a v 90. letech 19. století provedl mj. stavbu trati společnosti Místní dráha Světlá-Ledeč-Kácov (SLK) z Kácova do Světlé nad Sázavou. Byl mu udělen titul barona.